# Heinrich Hertz
Heinrich Rudolf Hertz (ur. 22 lutego 1857 w Hamburgu, zm. 1 stycznia 1894 w Bonn) – niemiecki fizyk pochodzenia żydowskiego, profesor Uniwersytetu w Bonn i Politechniki w Karlsruhe. Laureat Medalu Rumforda (1890).
Główne osiągnięcia Hertza to odkrycia doświadczalne – fale elektromagnetyczne i zewnętrzny efekt fotoelektryczny. Pierwsze z tych odkryć było potwierdzeniem elektrodynamiki klasycznej, którą opracował lata wcześniej James Clerk Maxwell. Zjawisko to było przełomem w telekomunikacji, otwierając epokę radiokomunikacji – kontynuatorzy prac Hertza jak Guglielmo Marconi stworzyli radio. Z kolei badania nad fotoelektrycznością przyczyniły się do powstania fizyki kwantowej – pierwsze poprawne wyjaśnienie tego zjawiska było oparte właśnie na teorii kwantów. Hertz badał również promienie katodowe i rozwijał mechanikę, m.in. teorię sprężystości.
Niemieckiego fizyka upamiętnia nazwa jednostki częstotliwości w układzie SI: herc (Hz).

## Życiorys
Studiował fizykę na Uniwersytecie Fryderyka Wilhelma (w Berlinie). Przez trzy lata (po studiach) był asystentem Helmholtza. W roku 1883 został privatdozentem fizyki teoretycznej na Uniwersytecie Chrystiana Albrechta w Kilonii, a w latach 1885–1889 był profesorem fizyki w Wyższej Szkole Technicznej w Karlsruhe. Następnie objął posadę profesora fizyki na Uniwersytecie w Bonn.
W 1886 Hertz po raz pierwszy wytworzył fale elektromagnetyczne, posługując się skonstruowanym przez siebie oscylatorem elektrycznym (oscylator Hertza). Stwierdził tożsamość fizyczną fal elektromagnetycznych i fal świetlnych oraz ich jednakową prędkość rozchodzenia się. Stworzył także podstawy rozwoju radiokomunikacji.
Zmarł po dwuletniej walce z chorobą, którą identyfikuje się jako nowotwór kości lub ziarniniakowatość z zapaleniem naczyń. Został pochowany na cmentarzu Ohlsdorf w Hamburgu.

## Twórczość
- Die Prinzipien der Mechanik in neuem Zusammenhange (1894)
- Schriften vermischten Inhalts (1895)

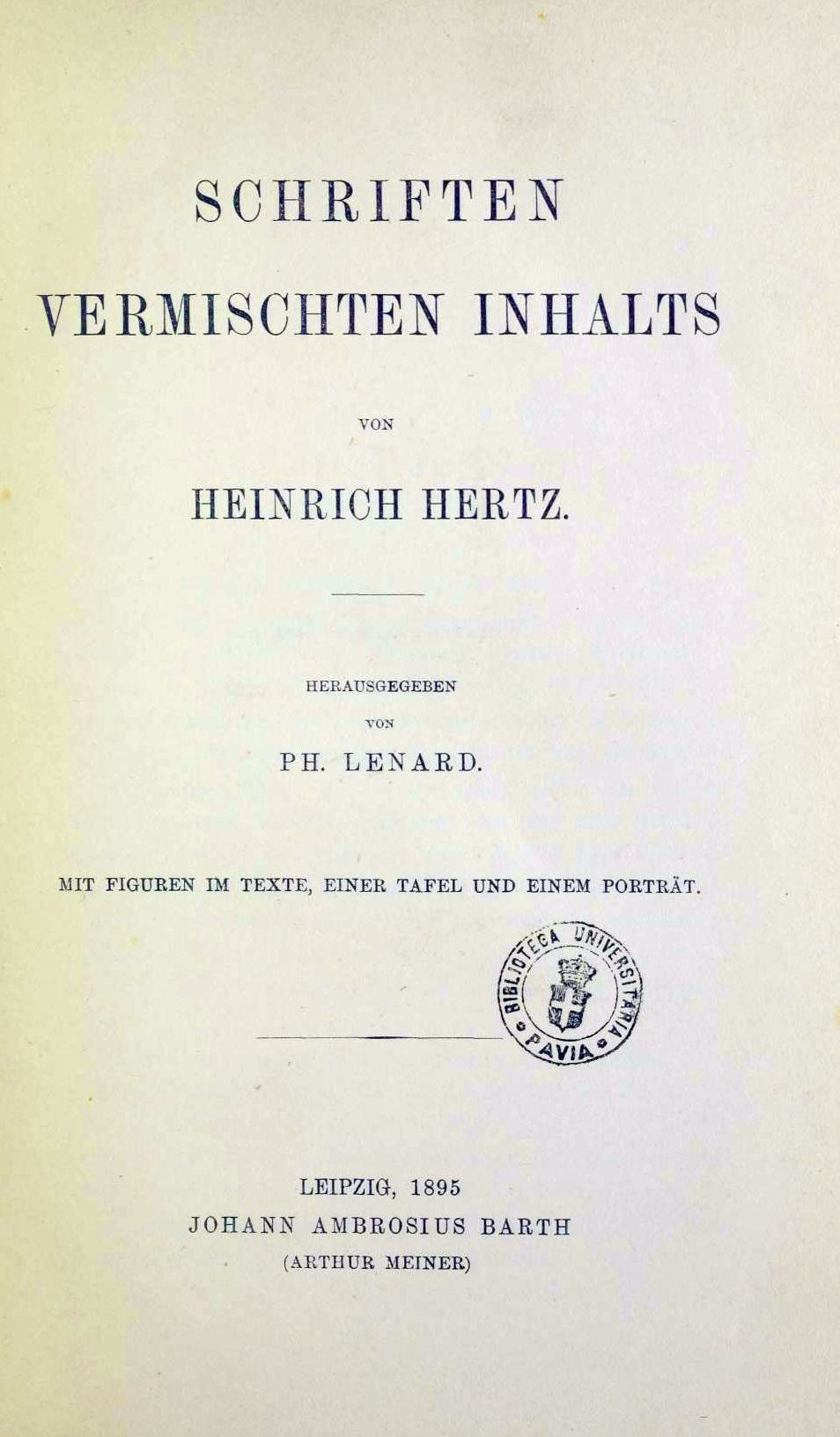
Schriften vermischten Inhalts, 1895